# 戀夏500日
《戀夏(500日)》（英語：500 Days of Summer）是2009年的美國浪漫喜劇電影，由馬克·偉伯執導，喬瑟夫·高登-李維、柔伊·黛絲香奈主演。電影主要拍攝過程2008年4月於加州洛杉磯進行。《戀夏(500日)》於2009年日舞影展首次亮相，便獲得眾多觀眾的喜愛。電影隨後被福克斯探照燈影業買下，2009年7月17日於美國、加拿大小規模發行，8月7日擴展至全美公映，其後更是在全球上映。

## 演員
- 喬瑟夫·高登-李維飾 湯姆·韓森（Tom Hansen），任職於卡片公司，有建築方面的專業能力，認為遇到真愛時人生才能變美好。
- 柔伊·黛絲香奈飾 夏天·芬恩（Summer Finn），湯姆老板的助理，因早年父母離異而不相信真愛。心思細膩。
- 傑弗利·阿蘭德飾 麥肯錫（McKenzie），湯姆賀卡公司的同事。
- 馬修·葛雷·古博勒飾 保羅（Paul），湯姆的好友。
- 飾 瑞秋·韓森（Rachel Hansen），湯姆的堂妹。
- 克拉克·格雷格飾 凡斯（Vance），湯姆的老板。
- 敏卡·凱莉飾 秋天（Autumn）

## 劇情
這部電影採用非線性敘事手法，穿插講述了Tom和Summer500天的情感故事。以下梗概是按時間順序整理後的版本。
1月8日，Tom Hansen結識並喜歡上了上司的新助理Summer Finn，認為她是真命天女。從同事那聽說有關Summer的謠言後，表達出對Summer的不屑，然而4天後兩人一起搭電梯時，因為Summer聽出Tom耳機裡的音樂而使Tom再度引起對她的興趣。一次交談中，Summer得知了喜歡並學習過建築師課程的Tom，現在卻寧願待在一家洛杉磯的賀卡公司當寫手。在公司舉辦的卡拉OK聚會之後，同事McKenzie酒醉，揭發了Tom對Summer有好感的秘密，Summer希望只是好友的喜歡，在三天後卻因想嘗試感情而主動親吻Tom。後來的幾個月中，Summer和Tom越來越親近，Summer覺得和Tom在一起很輕鬆快樂，可Summer卻明確地和Tom表態，稱自己不相信真愛，更不想交男友，但兩人做了許多情侶會做的事。
第95天，Tom帶Summer去了洛杉磯他最喜歡的地方——一個可以俯瞰眾多高樓的小山丘上的公園，儘管視線所及充斥著不少停車場。當Tom提到關於建築的想法時，Summer總欽佩地望著他。第259天，倆人在酒吧時Tom和一個同Summer搭訕的男人打了起來，Summer和Tom第一次吵架，幾乎鬧翻的兩人一直等著對方的電話，雨夜裡Tom與前來道歉的Summer和好。後來聊天時，Tom對Summer的豐富情史感到不滿，但Summer說道他只是其中一個朋友。第282天，兩人重逛家具店，看向價標的Summer無視了Tom表演如同上次模仿喜劇夫妻角色的對話。第290天，Summer和Tom在看完電影《畢業生》之後分手了——原因是兩者觀看完電影後的感想出現分歧，Tom覺得這部電影展現了真愛，然而Summer看出了胡鬧的感情無法長久。Tom無法接受這個慘痛的事實，他的朋友不得不打電話大晚上請Tom的妹妹過來安慰他。
後來Summer辭職了。第321天，Tom的上司認為他悲傷的情緒不再適合在喜慶的地方工作，把他調到了悼謁部，Tom對Summer的情感由喜愛轉為厭惡。幾個月後，在Tom的同事婚禮上，Summer和Tom重逢，Tom對她的喜愛回來了。他們共舞了一曲，Summer更接到了新娘捧花。回家的路上，他們同乘一車，Summer邀請Tom參加在她家的一個派對。在那場派對上，幾乎所有發生的事與Tom所想甚遠，Tom還發現Summer戴著訂婚戒指。震驚之餘，Tom悻悻離去。隨後的日子，Tom陷入了不可自拔的沮喪，每日渾渾噩噩。終於有一天，他宿醉未醒，在公司會議上說出對感情負面的話語，便遞交了辭呈。他定下了目標——當一名建築師，重新拾起興趣並勤練專業能力。列下應聘公司名單後，Tom開始參加各種面試；同時，Summer幸福地與一名曾主動詢問她看的書的男子完成了婚禮。
在第488天，Summer 在曾經一同俯瞰全城的公園再次遇見了Tom。促膝長談之中，Tom解釋了他對她的種種不理解，但最終還是選擇祝她好運，本來不相信真愛的Summer遇見了丈夫後卻認同了Tom的想法。12天之後，5月23日，一個星期三，Tom去參加了一個招聘會，遇見了一個應徵同一職位的女性。進去面談之前，Tom意識到要把握巧合的緣分，因此約她結束後一起去喝咖啡，對方猶豫後答應了。當他問起她的名字的時候，她說道：“Autumn（秋天）”－迎來戀秋第一天。

## 時間軸
Day  1   辦公室新來的職員Summer，Tom對她一見鍾情
Day  3   Tom 暗中注視新來的Summer
Day  4   在電梯中聽見Tom聽著The Smiths的歌而開始有了交集
Day  8   閒談交流
Day 11   Tom和妹妹Rachael說自己有點喜歡Summer
Day 22   Tom覺得Summer對自己不太感興趣
Day 27   朋友告訴Tom說Summer會去週五的卡拉OK
Day 28   Tom參加卡拉OK結束時朋友替他向Summer表白
Day 31   影印機前擁吻
Day 34   Tom和Summer一起去IKEA逛傢俱扮演夫妻
Day 35   Tom沉浸在戀愛的氣氛而在上班路上上演歌舞劇戲碼
Day 45   Summer打電話哼小曲
Day 95   Tom帶Summer去看自己最喜歡的建築和最喜歡的公園
Day109   Summer帶Tom回家吐露內心
Day118   Tom向妹妹討教愛情問題
Day154   Tom向朋友吐露熱戀感覺
Day167   Tom工作上靈感不斷湧現
Day191   兩人參觀藝術館，看電影
Day259   Tom在酒吧揍了一個搭訕Summer的傢伙，而Summer表示自己和Tom只是朋友而大吵一架
Day260   討論Summer戀愛史，两人在公园大喊“penis”
Day282   再次去IKEA，Summer和上次表現迥異
Day290   Tom早上剛被Summer的突然變卦而氣憤，晚上開始砸盤子
Day303   Summer表示之間為朋友關係，Tom上班情緒低落
Day314   Tom一個人看電影
Day321   Summer 離職，Tom由於失落表現被調去寫葬禮賀卡
Day322   Tom表示恨Summer
Day345   和相親對象談Summer
Day402   Tom去參加朋友婚禮，遇到Summer
Day408   Tom滿心期待去參加Summer的派對，發現她已訂婚
Day440   Tom睡覺
Day441   Tom睡覺
Day441   1/2 Tom去超市買了點東西，沖一對情侶發怒
Day442   Tom辭職
Day450   Tom的妹妹Rachel安慰Tom
Day456-476   Tom重拾建築專業，Summer與別人結婚
Day488   两人在公園相遇，Summer向Tom展示戒指表示已嫁为人妇
Day500   Tom去應聘，遇到Autumn

## 迴響

### 評價
本片獲得了多數的好評。爛番茄根據225條評論，持有85%的新鮮度，平均得分7.55／10，該網站影評家共識寫著「一部聰明、另類的浪漫喜劇，《戀夏500日》令人耳目一新，非常誠實和完全迷人」。在Metacritic上，電影獲得了76分。

## 外部連結
- 互联网电影数据库（IMDb）上《戀夏500日》的资料（英文）
- Box Office Mojo上《戀夏500日》的資料（英文）
- 爛番茄上《戀夏500日》的資料（英文）
- Metacritic上《戀夏500日》的資料（英文）
- AllMovie上《戀夏500日》的资料（英文）
- 開眼電影網上《戀夏500日》的資料（繁體中文）
- Yahoo奇摩電影上《戀夏500日》的資料（繁體中文）
- 时光网上《戀夏500日》的資料（简体中文）
- 豆瓣电影上《戀夏500日》的資料 （简体中文）